# Lyes Bouyacoub
Lyes Bouyacoub (Iljás abú Jákúb) (* 3. dubna 1983 Alžírsko) je alžírský zápasník–judista.

## Sportovní kariéra
Vrcholově se judu věnuje od svých 26 let. Připravuje se v Oranu pod vedení Samíra Sebba. V alžírské reprezentaci se pohyboval ve střední váze jako sparingpartner Ammára bin Jachlefa. V roce 2012 přestoupil do vyšší polotěžké váhy, ve které se v roce 2016 kvalifikoval na olympijské hry v Riu. Na olympijských hrách v Riu převedl výborný výkon. V úvodním zápase vyřadil technikou uči-mata-makikomi Ivana Remarenka ze Spojených arabských emirátů. V dalším kole ho čekala nasazená jednička Elmar Gasimov z Ázerbájdžánu, kterého dokázal ho v poslední minute hodit na wazari technikou harai-makikomi. Touto technikou však pouze snížil jeho náskok a nakonec prohrál o dvě šida.

### Vítězství
- 2014 - 1x světový pohár (Port Louis)
- 2015 - 2x světový pohár (Casablanca, Wollongong)

## Výsledky
| Turnaj             | 2009         | 2010         | 2011         | 2012           | 2013           | 2014           | 2015           | 2016           | 2017           |  |
| Turnaj             | 26           | 27           | 28           | 29             | 30             | 31             | 32             | 33             | 34             |  |
| Turnaj             | střední váha | střední váha | střední váha | polotěžká váha | polotěžká váha | polotěžká váha | polotěžká váha | polotěžká váha | polotěžká váha |  |
| ------------------ | ------------ | ------------ | ------------ | -------------- | -------------- | -------------- | -------------- | -------------- | -------------- |  |
| Olympijské hry     |              |              |              | —              |                |                |                | úč.            |                |  |
| Mistrovství světa  | úč.          | úč.          | úč.          |                | úč.            | úč.            | úč.            |                | úč.            |  |
| Africké hry        |              |              | —            |                |                |                | 1.             |                |                |  |
| Mistrovství Afriky | 3.           | —            | 2.           | 2.             | 2.             | 1.             | 1.             | 2.             | 1.             |  |